# Francisco de Paula Bicalho
Francisco de Paula Bicalho (18 de julho de 1847, São João del Rei, Minas Gerais - 18 de novembro de 1919, Petrópolis, Rio de Janeiro) foi engenheiro responsável por algumas das obras empreendidas por Pereira Passos. Foi diretor técnico da Comissão Fiscal e Administrativa das Obras do Porto do Rio de Janeiro (1903-1911), cargo em que se aposentou. Formou-se bacharel em Ciências, Matemática, Física e Engenharia pela antiga Escola Politécnica do Rio de Janeiro.
Ocupou também cargos na Estrada de Ferro Dom Pedro II e na Empresa de Obras e Abastecimento de Água do Rio de Janeiro, no período de 1871 a 1911. Em 1894, juntamente com Arão Reis, integrou a comissão de construção de Belo Horizonte, sendo nomeado no ano seguinte engenheiro chefe da comissão construtora da nova capital de Minas Gerais.
Foi ainda, diretor da The Leopoldina Railway Co. Ltd.  (1898) e consultor técnico da Compagnie Française du Port de Rio Grande do Sul até o ano de sua morte (1911-1919).